# Seznam predsednikov vlade Srbije
Seznam predsednikov vlade Srbije do leta 1918.

### Revolucijska vlada
- Prota Mateja Nenadović 1805.
- Mladen Milovanović (1807-1810)
- Jakov Nenadović (1810-1811)
- Đorđe Petrović (1811-1813)

### Srbija pod Otomani
- Koča Marković (1835-1839)
- Avram Petronijević (1839-1840)
- Paun Janković (v.d.)
- Đorđe Protić (v.d.) (1842)
- Avram Petronijević (1842-1843)
- Aleksa Simić (1843-1844)
- Avram Petronijević (1844-1852)
- Ilija Garašanin (1852-1853)
- Aleksa Simić (1853-1855)
- Stevan Marković (1856-1858)
- Stevan Magazinović (1858-1859)
- Cvetko Rajović (1859-1860)
- Filip Hristić (1860-1861)
- Ilija Garašanin (1861-1867)
- Jovan Ristić (1867)
- Nikola Hristić (1867-1868)
- Đorđe Cenić (1868-1869)
- Radivoje Milojković (1869-1872)
- Milivoje P. Blaznavac (1872-1873)
- Jovan Ristić (1873)
- Jovan Marinović (1873-1874)
- Aćim Čumić (1874-1875)
- Danilo Stefanović (1875)
- Stevca Mihailović (1875)
- Ljubomir Kaljević (1875-1876)
- Stevca Mihailović (1876)

### Samostojna Srbija
- Jovan Ristić (1878-1880)
- Milan S. Piroćanac (1880-1883)
- Nikola Hristić (1883-1884)
- Milutin Garašanin (1884-1887)
- Jovan Ristić (1887)
- Sava Grujić (1887-1888)
- Nikola Hristić (1888-1889)
- Kosta S. Protić (1889)
- Sava Grujić (1889-1891)
- Nikola Pašić (1891-1892)
- Jovan Đ. Avakumović (1892-1893)
- Lazar Đ. Dokić (1893)
- Sava Grujić (1893-1894)
- Đorđe S. Simić (1894)
- Svetomir Nikolajević (1894)
- Nikola Hristić (1894-1895)
- Stojan Novaković (1895-1896)
- Stojan Novaković (1896-1897)
- dr Vladan Đorđević (1897-1900)
- Aleksa Jovanović (1900-1901)
- Mihailo Vujić (1901-1902)
- Pera Velimirović (1902)
- Dimitrije Cincar-Marković (1902-1903)
- Jovan Đ. Avakumović (1903)
- Sava Grujić (1903-1904)
- Nikola Pašić (1904-1905)
- Ljubomir Stojanović (1905-1906)
- Sava Grujić (1906)
- Nikola Pašić (1906-1908)
- Petar Velimirović (1908-1909)
- Stojan Novaković (1909)
- Nikola Pašić (1909-1911)
- dr. Milovan Đ. Milovanović (1911-1912)
- Marko Trifković (1912)
- Nikola Pašić (1912-1918)